# Projecció 3D
S'anomena Projecció Tridimensional o Projecció 3D a qualsevol mètode que fa correspondre punts de l'espai sobre una superfície bidimensional, normalment un pla. Com la majoria dels mètodes actuals per mostrar dades gràfiques, aquests mètodes es basen en sistemes planars (informació de píxels de diversos plans de bits) bidimensionals. L'ús d'aquest tipus de projecció està molt estès, especialment en gràfics a través d'ordinador, enginyeria i dibuix tècnic.

## Què és la Dimensió
En el context de la física i de la geometria, la idea de dimensió fa referència a la quantitat més petita de coordenades que es necessiten per situar un punt. Una recta, en aquest sentit, és unidimensional: fa falta només una coordenada per localitzar qualsevol punt de la mateixa. Els plànols, en canvi, disposen de dues dimensions, ja que és imprescindible conèixer la longitud i la latitud per a la ubicació d'un punt.

## Filmació d'imatges en 3D
La televisió convencional només pot mostrar imatges en dues dimensions, les que estem acostumats a veure normalment. No obstant això, les imatges en 3D aconsegueixen una sensació de profunditat més propera a la vida real. El Digital 3D, simula l'efecte que es produeix a l'ull humà mentre percep un objecte tridimensional real. El procés es genera quan el projector digital del cinema reprodueix les imatges de l'ull esquerre i dret a 144 quadres per segon, intercaladament.
Quan es filmen imatges en tres dimensions s'utilitzen dos objectius separats per una distància fixa. En contenir el doble d'informació que les imatges bidimensionals, les imatges 3D han de ser editades conservant la informació des dels dos angles. Quan es reprodueix el contingut, cada ull ha de percebre el contingut específic per a ell, de manera que quan es combinin a la ment creï sensació de profunditat
Les tècniques que s'utilitzen solen implicar que, en el procés de filmació, s'emprin dues càmeres simultàniament per obtenir imatges amb dues perspectives diferents.
Així mateix, durant la projecció, els espectadors solen emprar algun filtre que separa (de diferent manera segons la tècnica) les imatges superposades perquè siguin rebudes per cada ull independentment. L'escorça visual interpreta aquestes imatges afegint la sensació de profunditat, de la mateixa manera que normalment rep imatges amb diferents punts de vista de cada ull.

## L'Espai Tridimensional en l'Actualitat
Els objectes tridimensionals exigeixen el coneixement de tres coordenades per trobar un punt en el seu interior. Es sol pensar que l'espai que ens envolta és tridimensional, encara que en realitat existeixen més dimensions (hi ha persones que inclouen el temps com una dimensió més, per exemple).
A grans trets, es pot assenyalar que en un espai tridimensional es troben presents l'altura (o la profunditat), el llarg i l'ample. Coneixent aquestes tres coordenades, es pot establir un punt en l'espai.
Actualment, la tridimensionalitat sol aparèixer com un efecte o un fenomen que produeix objectes bidimensionals, com per exemple la pantalla d'un televisor. En aquests casos, l'espai tridimensional és una simulació que s'aconsegueix a partir de la projecció de certes dades. Una persona que utilitza les ulleres corresponents a una sala de cinema i observa la projecció d'una pel·lícula 3D pot "sentir" que l'acció es desenvolupa en un espai tridimensional i no en una pantalla, ja que les imatges semblen projectar-se en tres dimensions.
Aquest tipus d'efecte tridimensional sol denominar estereoscòpic, ja que s'aconsegueix per mitjà de la projecció de dues imatges simultànies, una per a cada ull, cadascuna des d'una perspectiva lleugerament diferent. En altres paraules, tot i que per a molts el 3D no sigui més que una moda dels cineastes i els desenvolupadors de videojocs, aconsegueix tornar menys abstracte el contingut en pantalla, ja que el representa d'una forma molt més propera al que els nostres ulls perceben en la realitat.
No tothom pot gaudir del contingut tridimensional: d'una banda es troben les persones que han perdut un ull o que tenen certs problemes de salut que els impedeix percebre de forma correcta la profunditat; de l'altra, aquest efecte causa mal de cap a alguns, especialment després d'exposicions de diverses hores. Aquests inconvenients tornen difícil la massificació del 3D com a forma bàsica de projecció de contingut audiovisual, però això no impedeix que cobri cada vegada més força en el mercat.
Donada la reaparició del 3D estereoscòpic en l'actualitat (els seus orígens daten més d'un segle enrere, quan el 1833 un físic britànic anomenat Charles Wheatstone va crear el "Mirrorscope" per a visualitzar imatges en tres dimensions) i el públic va començar a tenir dificultats per comprendre el significat del terme "tridimensional", ja que fins aleshores es limitava gairebé exclusivament a l'entorn dels gràfics generats per ordinador, com ara els usats en les pel·lícules de Pixar.
En el camp dels videojocs, les tres dimensions es van convertir en la norma a mitjans dels anys 90, en gran part gràcies a l'èxit de consoles com la Nintendo 64, la Playstation i la Dreamcast. No obstant això, les experiències d'un joc tridimensional són molt diferents a les que pot oferir-ne un bidimensional; per això, després de "la febre del 3D" van tornar a aparèixer jocs en dues dimensions, i en l'actualitat hi ha una major varietat d'aquests en el mercat.
Com a dada curiosa, avui dia és normal fer servir gràfics tridimensionals per crear contingut bidimensional, ja que només cal utilitzar una projecció ortogonal per anul·lar la perspectiva (si la càmera no percep la deformació dels objectes al llarg de l'eix Z, llavors desapareix la sensació de profunditat, encara que estiguem visualitzant un model tridimensional).

## Altres

### Les ulleres 3D
Per aconseguir veure les imatges existeixen diferents tecnologies. Els sistemes més antics són els denominats "passius". D'una banda, existeixen les clàssiques ulleres de dos colors, que ja es feien servir en els anys 70 i el principal problema que tenien era la pobresa de color de les imatges; d'una altra banda, les ulleres polaritzades que permetien veure les imatges projectades sobre la pantalla pel mètode "línia a línia", que consistia en projectar les línies consecutives del televisor.
El problema d'aquesta tecnologia és la reducció de la resolució original de la pantalla a la meitat, ja que només la meitat de la informació està disponible en cada ull, el que provoca que sigui complicat reproduir pel·lícules amb gran detall.
Les ulleres "actives" per la seva part, es basen en la transmissió d'imatges a la pantalla per a l'ull esquerre i el dret de forma seqüencial i a molt alta velocitat. En aquest sistema les ulleres es sincronitzen amb el televisor per mostrar a cada ull només la imatge que li correspon, permetent una major qualitat dels vídeos.

### La impressió 3D
Encara que segueix el mateix procediment de les impressions convencionals, no té res a veure amb aquestes, sinó que presenten un sistema totalment diferent.
La impressió 3D és considerada una tecnologia que grans empreses ja estan utilitzant des de fa temps, com per exemple per realitzar pròtesis mèdiques. La impressió 3D es realitza mitjançant un disseny en 3D realitzat per ordinador i després reproduint-lo en una impressora donant com a resultats prototips en mida real o peces ja llestes per ser utilitzades o com a producte final, utilitzant diferents materials.
S'estima que la tendència de la impressió 3D anirà canviant i els costos permetran que la seva utilització vagi estenent-se. No és una dada menor, ja que l'utilitzar aquest sistema podria canviar la forma en es realitza la producció en cadena, aconseguint més productes amb menys mà d'obra i procediments, i ni parlar de les infinites possibilitats a l'hora de crear nous productes.
Si acabés sent així, els consumidors finals en notarien els beneficis, ja que arribarien productes amb preus més accessibles, a més d'un món de noves possibilitats en àrees tan important com per exemple, la salut.